# Cristóbal Campana
Cristóbal Manuel María Campana Delgado (Santiago de Chuco, 26 de julio de 1938-Lima, 3 de enero de 2020) fue un arqueólogo, escritor, profesor universitario y político peruano. Fue dos veces director del Instituto Nacional de Cultura en la región La Libertad y se desempeñó como diputado en los periodos parlamentario de 1985-1990 y de 1990-1992. Escribió más de quince libros y artículos de investigación publicados en revistas especializadas, además de textos universitarios y de consulta.

## Primeros años y estudios
Cristóbal Manuel María Campana Delgado nació el 26 de julio de 1938 en Santiago de Chuco del departamento de La Libertad. Realizó sus estudios primarios en el C.E.P. n.º 278 de Santiago de Chuco para posteriormente a mudarse a Trujillo y estudiar en el C.E.P. n.º 277 de Trujillo. Sus estudios a nivel secundaria los hizo en la Institución Educativa Emblemática San Juan; en el Colegio P.G. Mariscal de Orbegoso; en la G.U.E. Pablo Cánepa de Lima y en el Colegio de Aplicación José Faustino Sánchez Carrión de Trujillo, donde los finalizó.
Más adelante estudió en la Universidad Nacional de Trujillo y tras el golpe de Estado en Perú de 1968 liderado por Juan Velasco Alvarado emigró a Chile donde seguiría sus estudios en la Universidad de Chile, Pontificia Universidad Católica de Chile y Universidad Técnica del Estado.

## Vida laboral y diputado
Fue dos veces director del Instituto Nacional de Cultura del Perú (INC) en la La Libertad en la década de los 60. En 1965 obtuvo el título de Profesor de Historia y Geografía en la Universidad Nacional de Trujillo, también ejerció la docencia más de 28 años en esta, la Universidad Nacional Federico Villarreal y otras.
Se convirtió en diputado por medio del voto popular por la La Libertad por el Partido Aprista Peruano cumpliendo el periodos parlamentario de 1985-1990 y de 1990-1992.  En el Congreso, presidió la Comisión Nacional de Cultura. En el 2010 además, formó parte del equipo de reconstrucción de los muros de Chan Chan, las cuales habían sido destruidas en un 90 % por los fenómenos climáticos.

## Fallecimiento
Falleció el 3 de enero de 2020 a los 81 años en Lima. Sus restos fueron cremados y luego llevados a Trujillo, donde se llevaría a cabo el velatorio en la Iglesia Virgen de Fátima. Luego sus cenizas fueron depositadas en el río Moche.

## Obras relevantes
Campana escribió más de quince libros, artículos de investigación y textos universitarios y de consulta.

### Libros
- 1983. AN, la vivienda mochica[10]
- 1994. La cultura mochica[11]
- 1995. El arte Chavín: análisis estructural de formas e imágenes
- 1995. Una deidad antropomorfa en el formativo andino[12]
- 1997. Historia de una deidad mochica[13]
- 1999. Vicús y la alfarería norandina[14]
- 2000. Tecnologías constructivas de tierra en la costa prehispánica[15]
- 2006. Chan Chan del Chimo: estudio de la ciudad de adobe más grande de América antigua[16]
- 2013. Una serpiente y una historia del agua: notas para un estudio del Alto de Las Guitarras[17]
- 2015. Iconografía del Pensamiento Andino[18]

## Reconocimientos
- Doctor honoris causa por la Universidad Inca Garcilaso de la Vega[19]
- Personalidad Meritoria de la Cultura (2020)[1]